# Groupe de NGC 3264
Le groupe de NGC 3264 comprend au six galaxies situées dans la constellation de la Grande Ourse. La distance moyenne entre ce groupe et la Voie lactée est d'environ 16,8 Mpc (∼54,8 millions d'al). Toutes ces galaxies brillent dans le domaine des rayons X.

## Membres
Le tableau ci-dessous liste les six galaxies mentionnées selon l'ordre indiqué dans un article de Sengupta et Balasubramanyam paru en 2006. Ce même groupe avec les mêmes galaxies est aussi mentionné dans un article publié par A.M. Garcia en 1993.
| Nom      | Classification | Type                        | α (J2000.0)   | δ (J2000.0) | Vitesse radiale (km/s) | Magnitude apparente | Distance (Mpc) | Diamètre (kal) |
| -------- | -------------- | --------------------------- | ------------- | ----------- | ---------------------- | ------------------- | -------------- | -------------- |
| NGC 3206 | SB(s)cd        | Spirale barrée              | 10h 21m 47.6s | 56° 55′ 50″ | 1151 ± 1               | 11,9                | 19,3 ± 1,4     | 80             |
| NGC 3220 | SB(s)cd?       | Spirale barrée              | 10h 23m 44.6s | 57° 01′ 37″ | 1162 ± 2               | 13,1                | 19,5 ± 1,4     | 38             |
| NGC 3264 | SBdm           | Spirale barrée magellanique | 10h 32m 19.7s | 56° 05′ 07″ | 941 ± 1                | 12,0                | 16,3 ± 1,5     | 62             |
| NGC 3353 | Sb? pec        | Spirale                     | 10h 45m 22.4s | 55° 57′ 37″ | 941 ± 1                | 12,8                | 13,2 ± 1,0     | 18             |
| UGC 5848 | Sm?            | Spirale magellanique        | 10h 44m 23.1s | 56° 25′ 17″ | 821 ± 4                | 14,7                | 14,5 ± 1,0     | 32             |
| UGCA 211 | Pec            | Particulière                | 10h 27m 02.0s | 56° 16′ 14″ | 835 ± 2                | 15,9                | 14,7 ± 1,1     | 10             |

Le site DeepskyLog permet de trouver aisément les constellations des galaxies mentionnées dans ce tableau ou si elles ne s'y trouvent pas, l'outil du site constellation permet de le faire à l'aide des coordonnées de la galaxie. Sauf indication contraire, les données proviennent du site NASA/IPAC.